# Sokołowice (województwo małopolskie)
Sokołowice – wieś w Polsce położona w województwie małopolskim, w powiecie proszowickim, w gminie Koszyce, przy DW768.
W latach 1975–1998 miejscowość położona była w województwie kieleckim.

Integralne części miejscowości: Kępa Sokołowska, Parcelacja, Stara Wieś.
Na terenie miejscowości działa Koszycka Strefa Aktywności Gospodarczej.